# Giàn nhún

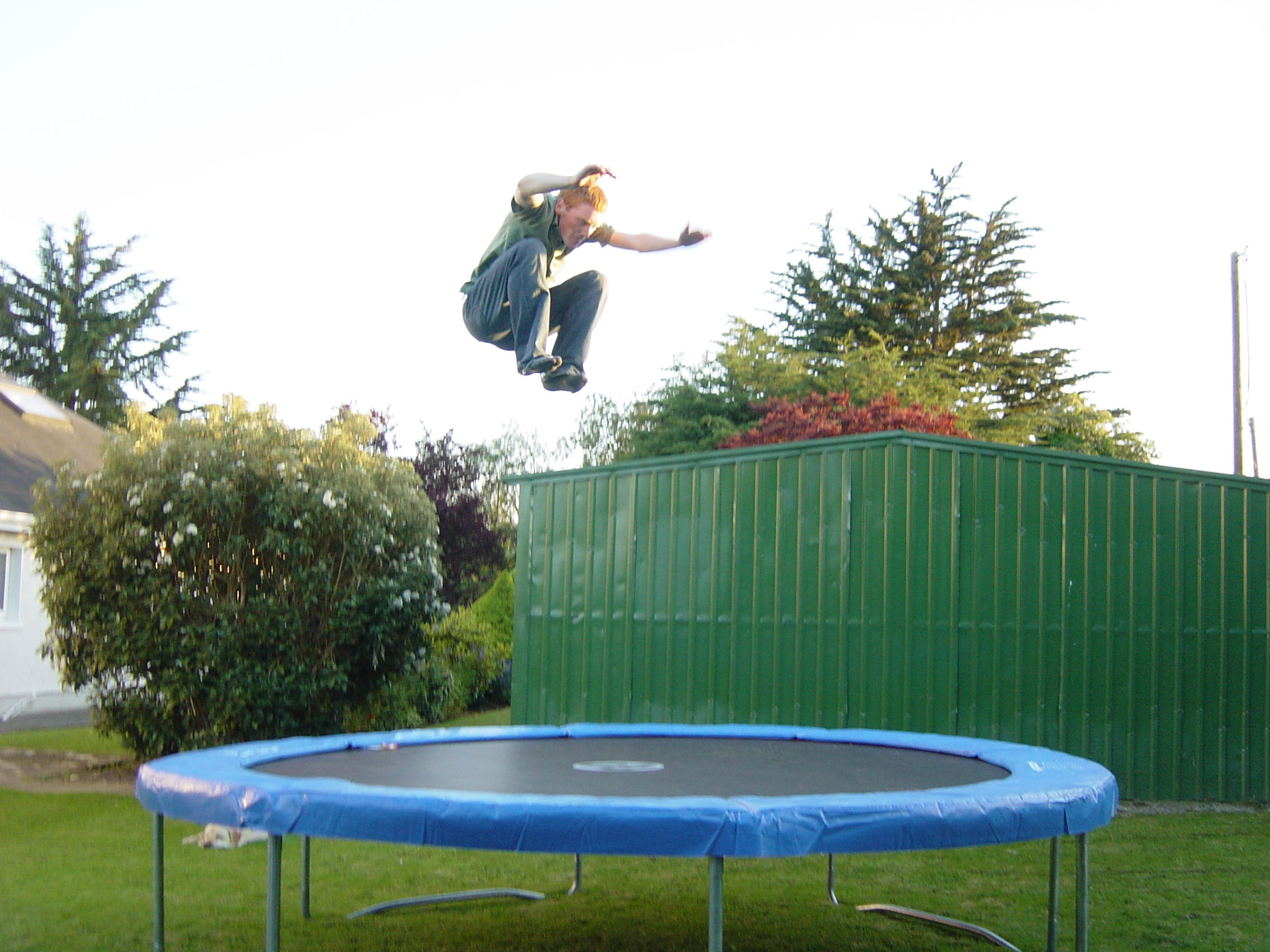
Một giàn nhún tại nhà

Giàn nhún hoặc sàn nhún (trampoline trong tiếng Pháp và tiếng Anh) là một trong ba môn thể dục dụng cụ đã được đưa vào tranh tài tại Thế vận hội Mùa hè. Hai môn còn lại là Thể dục nghệ thuật và Thể dục nhịp điệu.
Giàn nhún chỉ mới được đưa vào Thế Vận hội từ năm 2000 tại Sydney. Giàn nhún chủ yếu là một khung thép tròn, vuông hay chữ nhật, đính lò xo để căng một tấm vải dày ở giữa, và có chân cao 2m trở lên. Khi nhảy trên giàn, vận động viên sẽ bật rất cao, có thể thực hiện được nhiều động tác nhào lộn rất đẹp mắt trên không.

## Kích thước tiêu chuẩn
Sàn nhún tròn được sử dụng cực kỳ phổ biến trong các hoạt động vui chơi của trẻ em mô hình nhỏ như tại các trung tâm mua sắm, trung tâm giáo dục trẻ em, tại gia đình. Để đảm bảo tính thống nhất về mặt kích thước người ta chia sàn nhún tròn thành các loại sau đây:
- 183Cm – 244Cm – 305Cm – 366Cm – 488Cm: Đối với loại có lưới bao xung quanh.
- 100Cm - 122Cm: Đối với loại sàn nhún mini không có lưới bao quanh